# Hexafluorure de rhodium
L'hexafluorure de rhodium, ou fluorure de rhodium(VI), est un composé chimique de formule RhF6. Il se présente comme un solide noir volatil qui fond à environ 70 °C. Sa structure cristalline mesurée à −140 °C est orthorhombique, de groupe d'espace Pnma (no 62) avec comme paramètres cristallins a = 932,3 pm, b = 847,4 pm, c = 491,0 pm et Z = 4, d'où une masse volumique calculée de 3,71 g/cm3. La molécule RhF6 présente une géométrie octaédrique, de symétrie Oh, avec des liaisons Rh–F longues de 182,4 pm.
On peut l'obtenir en faisant réagir du rhodium métallique dans un excès de fluor F2 :
Rh + 3 F2 ⟶ RhF6.
Comme d'autres fluorures de métaux, RhF6 est très oxydant. Il attaque le verre même en l'absence d'eau. Il est également susceptible de réagir directement avec l'oxygène.